# 金永玉
金永玉（英語：Young-Oak Kim，1919年1月29日—2005年12月29日），韓裔美國人、美國陸軍退役上校，是一位獲頒多項勳章的第二次世界大戰、韓戰退伍軍人，曾加入美國陸軍第100步兵營及第442步兵團，在法國及義大利擔任戰場指揮官，亦在韓國作戰時擔任情報官、指揮官。在2場戰爭中的軍功使其獲頒19個勳章。86歲時因癌症逝世

## 早年生活
金永玉於1919年出生於洛杉磯，家中尚有3位兄弟、2位姊妹及1位義兄，家族來自京畿道南陽郡（今華城市）。父親曾加入李承晚成立於夏威夷、以朝鮮從日本獨立為訴求的大韓人同志會成為會員，這樣的背景使金永玉對自身的文化有強烈認同感。金永玉在洛城的邦克丘度過童年。
自貝爾蒙特中學畢業後，進入當地的一所社區學院——洛杉磯市立學院就讀，一年後輟學。曾嘗試多份工作，但由於種族歧視的緣故而未能在任一職業久待。
儘管美國陸軍曾基於種族理由拒絕金永玉入伍，但在一份將亞裔美國人納入徵兵適用對象的法令由美國國會頒布後，金永玉才得以在1941年1月31日應召入伍，而其父則於3個月後逝世。

## 第二次世界大戰
金永玉在陸軍工兵隊服役半年後，被選入喬治亞州本寧堡的陸軍候補軍官學校。1943年1月畢業後，被分派到由夏威夷出身的日裔美國人所組成的第100步兵營，該營營長提供金永玉轉調其他部隊的機會，擔心在日本對朝鮮實施殖民統治的當時，身為朝鮮裔尉官的他會與營上的日裔士官、士兵間相處緊張。然而金永玉表示：「部隊裡面沒有日裔和朝鮮裔的區別，我們都是美國人，為了同樣的目標而戰。」，並堅持留下。
第100步兵營之後被調往北非參加歐洲爆發的戰爭。儘管軍方在起初對第100營的部署並無詳細計畫，但在營部請求下，被陸軍派往前線，參加義大利的戰局。進入義大利後，金永玉讀取軍用地圖的技巧和決斷力，使100營在作戰中屢屢成功，並完成一些近乎不可能的任務。
在王冠行動中，盟軍必須測定德軍裝甲戰車部隊的位置。當時在第100步兵營及第442步兵團任上尉的金永玉，志願潛入德軍陣地，俘虜士兵以供出相關情報。1944年5月16日，金永玉上尉和日裔上等兵厄文·赤星（Irving Akahoshi）匍匐前往奇斯泰爾納鎮附近的德軍陣地內，趁德軍憩息準備換哨時，俘虜了兩名德國兵。供出的情報顯示盟軍設想的突圍路徑上沒有任何德軍裝甲車部隊。之後盟軍突破了冬季防線，拿下羅馬。
金永玉亦曾帶領第100營營上的部隊參加麗城（Belvedere）和比薩的戰役，幫助盟軍突破哥德防線，並得以兵不血刃地佔領比薩。
到法國之後，金永玉成為營作戰官，在法國東北參與了解放布呂伊埃雷及比豐坦兩鎮的戰役，但在比豐坦時被敵軍砲火擊成重傷，被送回洛杉磯療養6個月，返回歐洲戰區不久前德國即已投降。

## 韓戰
金永玉在二戰結束後離開美國陸軍，但當時甚少有適合韓裔年輕人的就業機會。在創立了一家當時還很少見的自助洗衣店後，生意大為成功，金永玉的收入甚至是在軍中擔任上尉時的5倍。兩年後隨著韓戰的爆發，金永玉關掉了洗衣店，重新加入陸軍。
身為一個要拯救父輩之國的韓國人、身為一個要彌補美國對韓虧欠的美國公民，有個雖微薄卻最直接的方法，便是前往韓國，持槍上場作戰。——金永玉，韓國《朝鮮日報》專訪
美國陸軍部當時允許任何具有韓裔血統、或至少會說簡單韓語的官兵進入美國陸軍保安局參與翻譯、情報工作。金永玉兩個條件都符合，但卻想擔任野戰指揮官。他透過向上級請求而前往東亞，之後假裝自己不諳韓語、並藉由二戰時軍中同僚的幫助而得以加入步兵單位。這便是金永玉第一次踏上韓國土地。
到韓國後，金永玉於1951年4月被派至美國陸軍第7步兵師麾下的第31步兵團擔任情報官，長官是曾經拔擢他的威廉·麥卡佛利（William J. McCaffrey）。金永玉在31步兵團不僅擔任情報官，在麥卡佛利向上請求後還得以出任作戰指揮官，協助戰役中的美軍和韓國陸軍。
第31步兵團後來在阻擋中國人民志願軍的南下攻勢中扮演重要角色，並將之推回三八線以北，而金永玉所屬的部隊則是最早到達南北交界的單位之一。在第7師每日更新的戰勢地圖上，一般僅標示團級以上部隊的所在位置。然而在1951年5月31日後，破例標上了金永玉所在的營。
在8月的打樁機行動（Operation Piledriver）中，金永玉在其部隊行經金化郡的時候，遭到了友軍誤擊。當時執行砲擊的第555野戰砲兵營，由於金永玉的部隊位置太深入北方，而將其誤認為共軍並開砲攻擊。金永玉在該意外中重傷之後，接受當時在東京的約翰·霍普金斯大學醫療團隊治傷，經兩個月痊癒後又返回韓國，獲麥卡佛利的拔擢而升任第31團第1營營長，將近一年後的1952年9月，金永玉離開韓國戰場。
參加韓戰期間，金永玉因安排其部隊對漢城（今首爾）一家孤兒院進行贊助，而在2003年得到大韓民國政府頒發的國民勳章。
1960年代，金永玉再度前往韓國，擔任美軍駐韓顧問。

## 獲頒勳章
|                                                   | 傑出服役十字勳章 |
| Bronze oak leaf cluster                           | 銀星勳章         |
| Bronze oak leaf cluster                           | 功績勳章         |
| Bronze oak leaf cluster                           | 銅星勳章         |
| Bronze oak leaf cluster · Bronze oak leaf cluster | 紫心勳章         |
|                                                   | 銅製勇氣勳章     |
|                                                   | 法國榮譽軍團勳章 |
|                                                   | 英勇十字勳章     |
|                                                   | 太極武功勳章     |

## 退役後
在陸軍服役30年後，金永玉在1972年以上校階級退役。退役後仍活躍參與亞裔美國人社區事務，協助建立二戰日裔美軍紀念碑、愛國者教育基金會（Go For Broke Educational Foundation）、日裔美國人博物館、韓國人健康資訊研究中心、韓裔美國人協會、韓裔美國人博物館、韓裔青少年文化中心及亞太家庭中心。
金永玉於2005年12月29日因癌症逝世於洛杉磯錫安山醫學中心，比其三位繼子活得都長。

## 紀念
2009年一所成立於洛杉磯的學校被命名為金永玉中學以紀念金永玉上校。2010年，加州大學河濱分校成立了金永玉韓裔美國人研究中心。